# Tecnología antigua
El concepto de tecnología antigua se usa comúnmente para referirse a tecnologías, artefactos o herramientas originadas durante la Antigüedad, entendida por el período histórico de la Edad Antigua o anterior a este, usadas para poder satisfacer las necesidades del hombre desde el fuego hasta la caída del Imperio romano de Occidente.Un ejemplo podría ser la rueda o la agricultura.
El término tecnología antigua puede referirse también a tecnologías cuyo uso quedó en el pasado y se consideran actualmente obsoleto.
Las tecnologías antiguas aún tienen gran impacto en la sociedad moderna, ya que sin la invención de estas, la sociedad que conocemos no sería la misma. 

## Historia de las tecnologías antiguas
Las herramientas antiguas comienzan con la "edad  antigua" cuando los humanos  eran recolectores y cazadores o incluso carroñeros, estas tecnologías estaban ligadas con la supervivencia y con el uso de artefactos diseñados con piedras y partes de otros animales, el fuego, las herramientas de piedra, las armas y el atuendo fueron desarrollos tecnológicos de gran importancia de este periodo, también se desarrolló la música. Las culturas que vivían cerca de ríos, mar o lagos, desarrollaron canoas como método de transporte.
En esta época el diseño de los artefactos tecnológicos y herramientas era bastante simples. 
El avance de la tecnología continuó después con la Edad de los Metales, donde el fuego se comenzó a usar para crear herramientas con la fundición de diferentes metales, también hubo desarrollo agrario, creación de pequeños pueblos. El humano  deja de ser nómada y se transforma en sedentario. En esta época las tecnologías ya creadas en periodos anteriores se hacen más resistentes y se emplean más materiales para su creación, como podría ser en el caso de las armas.

## Ejemplos de Tecnologías antiguas

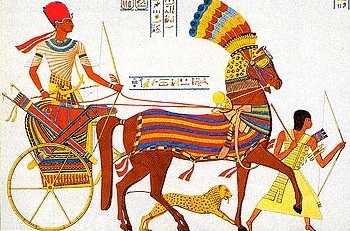
Los egipcios usaban la rueda para construir sus carros de guerra

### Escritura
Es una tecnología creada desde cientos de años con el fin de transportar, guardar y transmitir información, y consiste en el uso de signos dibujados o grabados para poder transmitir la información. Actualmente es una de las tecnologías de mayor uso, empleada para el estudio en universidades y colegios, para transmitir información mediante algún libro o escrito

### Dibujo
Tecnología creada desde el tiempo de la prehistoria, la cual cumple con el rol de transmitir información e ideas, también usa la función de la tecnología de la estética. El dibujo sirve como una herramienta para la representación de objetos reales, ideas, emociones, proyectos, mapas, que no podrían ser tan fácilmente expresados con el habla...

### Rueda
Los restos arqueológicos de la rueda más antiguos que se conocen fueron encontrados en Liubliana, capital de Eslovenia, lugar dónde se halló una rueda cuya antigüedad data del 3100-3350 a. C., no se sabe con seguridad la fecha real de la creación de la rueda. Durante años la rueda ha sido utilizada para poder facilitar el transporte, también se puede crear varias tecnologías derivadas de la rueda, como maquinarias creadas a partir de rodamientos, automóviles, engranajes, relojes, etc.

### Medicina antigua
La medicina existe desde hace cientos de años y tienen el fin de utilizar los conocimientos como una herramienta para generar bienestar, recuperación de la salud de los seres vivos, esta ciencia también se dedica al estudio de enfermedades. 
Las tecnologías que tienen relación con la salud han sido de gran ayuda para que la población mundial disminuya sus tasas de mortalidad. Desde la prehistoria la medicina empleaba productos naturales como las plantas medicinales, minerales o partes de animales incluso algunas civilizaciones antiguas tenían conocimientos de cirugía. Luego de que inventara el microscopio se pudieron analizar y estudiar las bacterias, pronto se crearon los antibióticos y comienza el inicio de la medicina moderna, donde cada vez se hicieron más sofisticados los fármacos, se crearon las vacunas y se descubren e investigan grandes cantidades de virus y enfermedades.
La gente se moría con mucha más facilidad, y la edad de muerte era a los 60 años aproximadamente y ahora es a los 80 años.

## Tecnologías militares

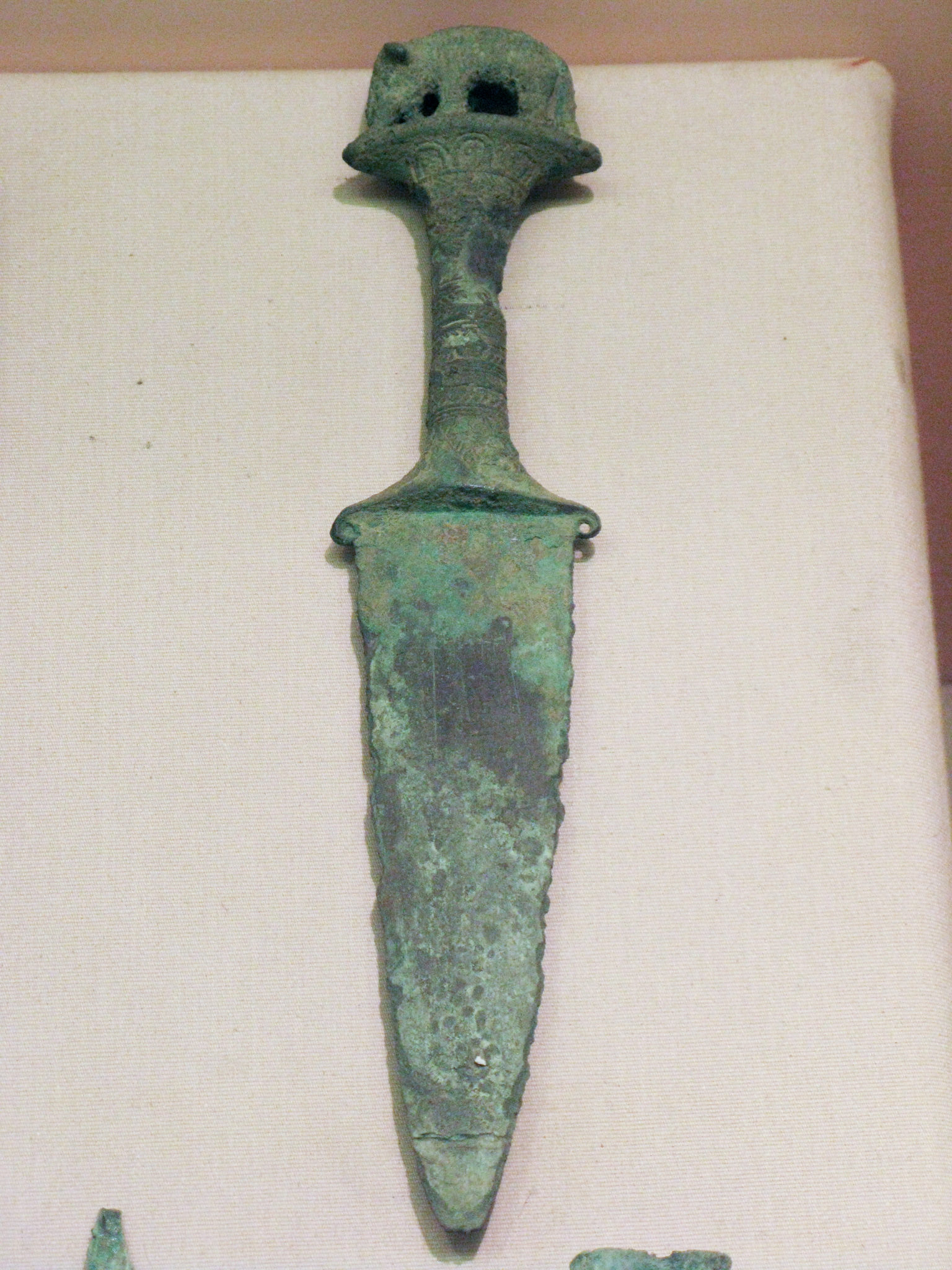
Arma de Bronce Cultura Sa Huynh

Desde que el  estaba en la Edad Antigua ya poseía tecnologías creadas por el hombre como hechas para defenderse o cazar, en la Edad de Piedra la tecnología militar solo consistía en piedras con punta, lanzas hechas de palos de madera, garrotes y arcos, también durante años se usaron armaduras hechas de cuero de animales. A medida que se desarrollan los metales las armas comienzan a ser más letales se crean nuevas tecnologías militares que reemplazan a las armas del pasado, como las armaduras hechas de metal, las espadas o la hoja, las mazas que reemplazaron a los garrotes y los arcos con flechas hechas con punta de metal. Antiguas civilizaciones incluyeron en su arsenal armas de asedio como las catapultas, los arietes, las balistas. Con la invención de la pólvora la guerra tendría un giro ya que las armas serían de larga distancia y armas como las lanzas, espadas, arcos, los cañones en las armas de asedio. Luego de la invención de la pólvora las armas serían cada vez más letales, se incorporarían a los arsenales los aviones y la bomba atómica. Muchos avances tecnológicos importantes ocurrieron durante las guerras.